# Hit Mania Special Edition 2013
Hit Mania Special Edition 2013 è una compilation di artisti vari facente parte della serie Hit Mania, uscita nei negozi il 15 ottobre 2013.
La compilation è missata dal DJ Mauro Miclini.

## Tracce
1. Avicii – Wake Me Up – 3:21
2. Martin Garrix – Animals – 2:52
3. Sebastian Ingrosso e Tommy Trash – Reload (feat. John Martin) – 3:18
4. Duck Sauce – It's You – 2:52
5. Ray Foxx – Boom Boom (Heartbeat) (feat. Rachel K Collier) (Crazibiza Poolside Radio Edit) – 3:03
6. Bê Ignacio – Samba ê (Syndicate Extended Mix) – 3:04
7. The Cube Guys & Barbara Tucker – I Wanna Dance With Somebody (Nicola Fasano & Miami Rockets Mix) – 3:16
8. Dankann & Antillas – When You Love Someone (feat. Laurell) – 3:16
9. Basto – Dance with Me – 2:49
10. Tommy Vee – Reach Me (Di-Run-Dero) – 3:14
11. Ubi – Crazy Times (feat. Tome & Rime) – 3:13
12. Icona Pop – Girlfriend – 2:54
13. Elen Levon – Wild Child – 3:07
14. Mida – Closer – 3:01
15. Gromee – Gravity (feat. Andreas Moe) – 3:13
16. Fuse ODG – Azonto (feat. Tiffany) – 3:21
17. Danilo Seclì vs. Santoro & Bovino – Por La Noche (feat. Cesko & Puccia from Après La Classe) – 3:22
18. Claudio Caccini – Ready for Love (feat. Carl) – 3:39
19. Ellie Goulding – Burn – 3:47
20. Claudia & Asu – Pega Pega (Kuerty Uyop Rmx) – 3:15
21. Fabri Fibra – Panico (feat. Neffa) – 4:07
22. Mika – Live Your Life – 2:56
23. John Newman – Love Me Again – 3:31
24. Imany – You Will Never Know – 3:38